# Saint-Michel-de-Maurienne
Saint-Michel-de-Maurienne (in italiano anche San Michele di Moriana) è un comune francese di 3.025 abitanti situato nel dipartimento della Savoia della regione dell'Alvernia-Rodano-Alpi. Si trova nella Moriana, valle del fiume Arc.

## L'incidente ferroviario di Saint-Michel-de-Maurienne
La località fu teatro di un gravissimo incidente ferroviario nel 1917, il più grave della storia di Francia: un treno che stava riportando a casa almeno 1.000 soldati francesi che avevano combattuto sul fronte italiano deragliò mentre discendeva la val Moriana lungo la ferrovia Culoz-Modane; morirono circa 700 soldati francesi.

## Società

### Evoluzione demografica
Abitanti censiti

## Infrastrutture e trasporti
Fra il 1868 e il 1871 la località rappresentò il capolinea occidentale della ferrovia del Moncenisio.